# Мишу, Николае
Николае Мишу (рум.  Nicolae Mișu; 6 августа 1858, Бухарест — 31 августа  1924, там же) — румынский государственный деятель, дипломат, министр иностранных дел Румынии (15 октября 1919  -  30 ноября 1919).

## Биография
Изучал право и политологию в университетах Германии и в Париже . Защитил докторскую диссертацию в области права в университета Гёттингена.
Дипломат.
Был первым послом Румынского королевства в Болгарии, чрезвычайным и полномочным послом в Вене (1908-1911), Константинополе (1911–1912) и Лондоне ( 1912 – 1919 ).
С 15 октября по 30 ноября 1919 г. занимал пост министра иностранных дел Румынии, участвовал в подписании Сен-Жерменского мирного договора (1919).
Отец теннисиста Николае Мишу.